# Tichina Arnold
Tichina Rolanda Arnold-Hines ([tɪˈʃiːnə]; Nova Iorque, 28 de junho de 1969) é uma atriz, cantora, compositora, empresária e estilista norte-americana. 
Ela é mais conhecida por seus papéis em sitcoms, destacando-se por interpretar Pamela "Pam" Jones em Martin (1992–97) e a matriarca Rochelle Rock em Everybody Hates Chris (2005–09).
Iniciou a carreira como atriz mirim com papéis coadjuvantes em dois telefilmes entre 1983 e 84, além do sucesso de 86 Little Shop of Horrors. Depois estrelou as sitcons Happily Divorced (2011-13), Survivor's Remorse (2014-17) e mais recentemente The Neighborhood (2018-presente).

## Biografia
Tichina Arnold nasceu em Queens, Nova Iorque, vem de uma família de classe média afro-americana. Sua mãe trabalhava no departamento de saneamento e seu pai era um policial. Ela estudou em Fiorello H. LaGuardia High School of Music & Art and Performing Arts.

## Vida pessoal
Em 1990, iniciou um relacionamento amoroso com o boxeador Lamon Brewster. Casaram-se em 1992, mas devido a desentendimentos constantes, divorciaram-se em 1995.
Após outros relacionamentos, iniciou em 1998 um namoro com o produtor musical Carvin Haggins. Em 2000 foram viver juntos, e em 11 de abril de 2004 nasceu sua única filha: Alijah Kai Arnold Haggins, vinda ao mundo de parto normal, em Nova Iorque. O casal separou-se em 2006.
Após um período mantendo relacionamentos esporádicos, iniciou um relacionamento sério em 2010, com Rico Hines, um jogador de basquete. Em 2011, com um ano de namoro, foram viver juntos. Em março de 2012 o casal anunciou o noivado, e em 20 de agosto do mesmo ano casaram-se em uma cerimônia civil e religiosa no Havaí. A festa fora realizada em uma praia em Honolulu. O casal divorciou-se em 2016. Solteira desde então, é vista eventualmente acompanhada de homens anônimos e famosos, mas não assumiu nenhum relacionamento sério para a mídia.

## Outras atividades
Além de atriz, cantora e compositora, Tichina é empresária e estilista. Em 1998 abriu sua própria empresa de chapelaria designer chamado "China Moon Rags". Os chapéus, desenhados por Tichina, são confeccionados por lenços bordados a mão, decorados com cristais Swarovski. Quando sua filha nasceu, ela parou temporariamente a produção, e posteriormente retomou-a.
Diversas celebridades compararam o produto, dentre elas Tisha Campbell, Janet Jackson, Vivica A. Fox, Regina King, Christina Aguilera e McCoy LisaRaye.
Desde 2015, Arnold, seu marido e sua filha vivem em uma mansão em Atlanta, na Geórgia. Construiu, assim como diversos artistas norte-americanos, uma fortuna de milhões de dólares.

## Filmografia

### Filmes
| Ano  | Título                                  | Personagem               | Nota      |
| ---- | --------------------------------------- | ------------------------ | --------- |
| 1983 | The Brass Ring                          | Mary                     | Telefilme |
| 1984 | House of Dies Drear                     | Pesty                    | Telefilme |
| 1986 | Little Shop of Horrors                  | Crystal                  |           |
| 1988 | Starlight: A Musical Movie              | Evelyn Ruth              |           |
| 1989 | How I Got into College                  | Vera Cook                |           |
| 1991 | Scenes From a Mall                      | Vendedor de ingressos    |           |
| 1997 | Fakin' Da Funk                          | Tracy                    |           |
| 1999 | A Luv Tale                              |                          |           |
| 2000 | Dancing in September                    | Robber                   |           |
| 2000 | Big Momma's House                       | Ritha                    |           |
| 2002 | Civil Brand                             | Aisha                    |           |
| 2002 | Yo Alien                                | Ray Goods                |           |
| 2005 | Preaching to the Choir                  | Desiree                  |           |
| 2005 | Getting Played                          | Mulher no restaurante    |           |
| 2007 | Wild Hogs                               | Karen Davis              |           |
| 2008 | Drillbit Taylor                         | Professora de fotografia |           |
| 2008 | Hope & Redemption: The Lena Baker Story | Lena Baker               |           |
| 2009 | Dance Flick                             | Ray's Mamma              |           |
| 2012 | Stolen Child                            | Claudia                  | Telefilme |
| 2012 | The Great Divide                        | Tosha                    |           |
| 2013 | Summoned                                | Mylene                   | Telefilme |
| 2014 | More to Love                            | Margo                    |           |
| 2014 | A Day Late and a Dollar Short           | Charlotte                |           |
| 2014 | Top Five                                | Gerente do teatro        |           |
| 2015 | Royal Family Thanksgiving               | Chevonne                 | Telefilme |
| 2015 | Royal Family Christmas                  | Chevonne                 | Telefilme |
| 2019 | The Last Black Man in San Francisco     | Wanda                    |           |
| 2019 | Countdown                               | Enfermeira Amy           |           |
| 2020 | The Main Event                          | Denise Thompson          |           |

### Televisão
| Ano           | Título                      | Personagem             | Notas                                               |
| ------------- | --------------------------- | ---------------------- | --------------------------------------------------- |
| 1987-89       | Ryan's Hope                 | Zena Brown             |                                                     |
| 1989          | The Cosby Show              | Delores                | Episódio: "Theo's Women"                            |
| 1989-91       | All My Children             | Sharla Valentine       |                                                     |
| 1990          | Law & Order                 | Leona                  | Episódio: "Out of the Half-Light"                   |
| 1992-97       | Martin                      | Pamela 'Pam' James     | Elenco principal (132 episódios)                    |
| 1998          | The Jamie Foxx Show         | Carla                  | Episódio: "Soul Mate to Cellmate"                   |
| 1999          | Pacific Blue                |                        | Episódio: "Ghost Town"                              |
| 1999          | The Norm Show               | Mrs. Murphy            | Episódio: "Norm vs. the Boxer"                      |
| 2001-05       | One on One                  | Nicole Barnes          | Elenco recorrente (15 episódios)                    |
| 2002          | Soul Food                   | Adina                  | Episódio: "Past Imperfect"                          |
| 2004          | Listen Up                   | Kiara                  | Episódio: "Thanksgiving"                            |
| 2005-09       | Everybody Hates Chris       | Rochelle Rock          | Elenco principal (88 episódios)                     |
| 2007          | The Boondocks               | Nicole (voz)           | Episódio: "Attack of the Killer Kung-Fu Wolf Bitch" |
| 2009          | Sherri                      | Russell's Mamma        | Episódio: "Pilot"                                   |
| 2009          | Brothers                    | Cynthia                | 3 episódios                                         |
| 2010          | Pair of Kings               | Tia Nancy              | 2 episódios                                         |
| 2011          | Raising Hope                | Sylvia                 | 3 episódios                                         |
| 2011          | Are We There Yet?           | Vicky Howard           | Episódio: "The Fight Party Episode"                 |
| 2011, 13      | Let's Stay Together         | Dr. Knotts             | 2 episódios                                         |
| 2011-13       | Happily Divorced            | Judi Mann              | Elenco principal                                    |
| 2014          | Hit the Floor               | Mãe do Derek           | 2 episódios                                         |
| 2014          | Wife Swap                   | Ela mesma              | Episódio: "Tichina Arnold/Kelly Packard"            |
| 2014-17       | Survivor's Remorse          | Cassie Calloway        | Elenco principal                                    |
| 2015          | Black Dynamite              | Voz da abelha cantando | Episódio: "The Wizard of Watts"                     |
| 2016          | The Eric Andre Show         | Ela mesma              | Episódio: "Tichina Arnold/Steve Schirripa"          |
| 2017          | Daytime Divas               | Mo Evans               | Elenco recorrente                                   |
| 2018          | Lockdown                    | Paulette               | Elenco recorrente                                   |
| 2018-presente | The Neighborhood            | Tina Butler            | Elenco principal                                    |
| 2024          | Everybody Still Hates Chris | Rochelle Rock          | Voz                                                 |

## Prêmios e indicações
| Ano  | Premiação                        | Categoria                                           | Nomeações                     | Resultado |
| ---- | -------------------------------- | --------------------------------------------------- | ----------------------------- | --------- |
| 1988 | Daytime Emmy Awards              | Melhor Atriz em Série Dramática                     | Ryan's Hope                   | Indicado  |
| 1989 | Soap Opera Digest Awards         | Melhor Atriz Revelação                              | Ryan's Hope                   | Indicado  |
| 1996 | NAACP Image Awards               | Melhor Atriz Coadjuvante em Série de Comédia        | Martin                        | Venceu    |
| 2006 | BET Awards                       | Melhor Atriz                                        | Everybody Hates Chris         | Indicado  |
| 2006 | Teen Choice Awards               | TV - Unidade Parental                               | Everybody Hates Chris         | Venceu    |
| 2006 | Teen Choice Awards               | Melhor Atriz em Série de Comédia                    | Everybody Hates Chris         | Indicado  |
| 2006 | NAACP Image Awards               | Melhor Atriz em Série de Comédia                    | Everybody Hates Chris         | Venceu    |
| 2007 | NAACP Image Awards               | Melhor Atriz em Série de Comédia                    | Everybody Hates Chris         | Indicado  |
| 2007 | BET Awards                       | Melhor Atriz                                        | Everybody Hates Chris         | Indicado  |
| 2008 | NAACP Image Awards               | Melhor Atriz em Série de Comédia                    | Everybody Hates Chris         | Indicado  |
| 2009 | NAACP Image Awards               | Melhor Atriz em Série de Comédia                    | Everybody Hates Chris         | Indicado  |
| 2010 | NAACP Image Awards               | Melhor Atriz em Série de Comédia                    | Everybody Hates Chris         | Indicado  |
| 2015 | Black Reel Awards                | Melhor Atriz Coadjuvante em Minissérie ou Telefilme | A Day Late and a Dollar Short | Indicado  |
| 2016 | NAACP Image Awards               | Melhor Atriz Coadjuvante em Série de Comédia        | Survivor's Remorse            | Indicado  |
| 2017 | Black Reel Awards for Television | Melhor Atriz Coadjuvante em Série de Comédia        | Survivor's Remorse            | Indicado  |
| 2017 | NAMIC Vision Awards              | Melhor Atriz em Comédia                             | Survivor's Remorse            | Indicado  |
| 2017 | NAACP Image Awards               | Melhor Atriz Coadjuvante em Série de Comédia        | Survivor's Remorse            | Indicado  |
| 2018 | Black Reel Awards for Television | Melhor Atriz Coadjuvante em Série de Comédia        | Survivor's Remorse            | Indicado  |
| 2018 | NAACP Image Awards               | Melhor Atriz Coadjuvante em Série de Comédia        | Survivor's Remorse            | Indicado  |
| 2020 | NAACP Image Awards               | Melhor Atriz Coadjuvante em Série de Comédia        | The Neigh borhood             | Indicado  |